# Блехман, Александр Михайлович

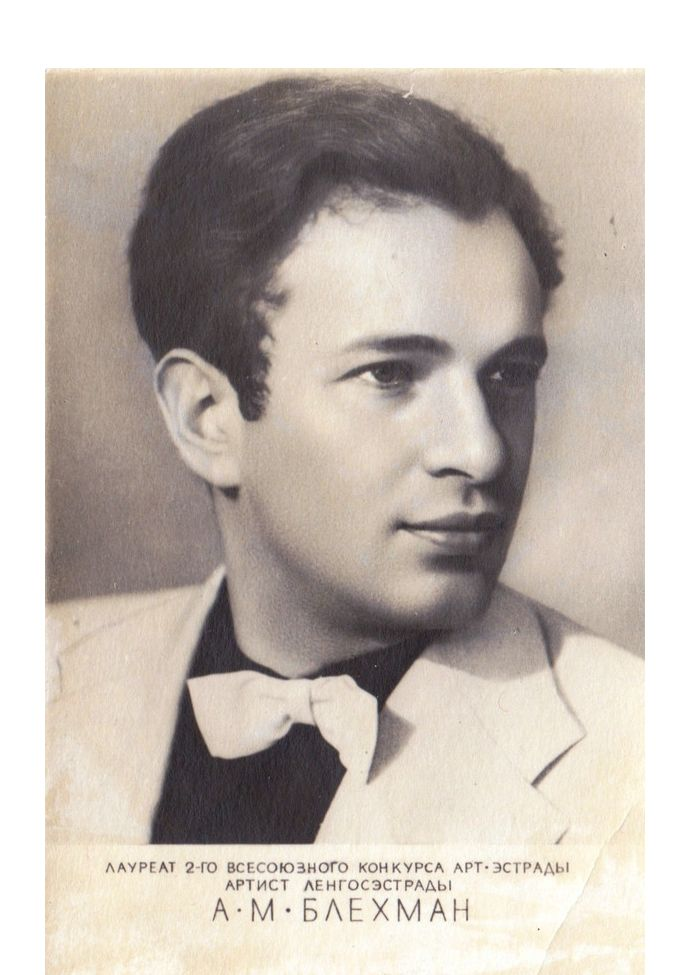

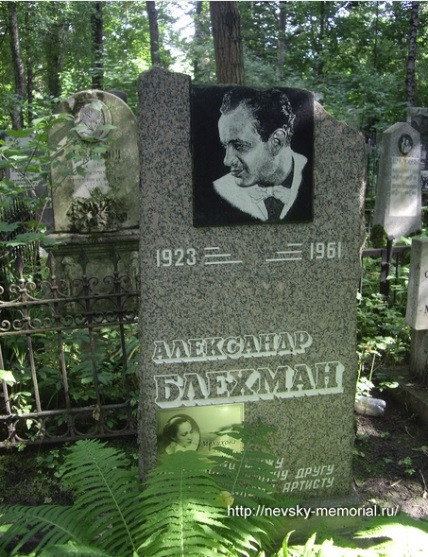
Могила Блехмана Александра.

Алекса́ндр Миха́йлович Бле́хман (1923—1961) — советский артист эстрады, конферансье, пародист. Лауреат II Всесоюзного конкурса артистов эстрады (1946).

## Биография
Родился в Петрограде. В 1939 году из самодеятельности пришёл на эстраду. В начале Великой Отечественной войны ушёл на фронт, был тяжело ранен. Выйдя из госпиталя, начал играть на ударных в оркестре одного из кинотеатров Оренбурга (там же будущий композитор Ян Френкель играл на скрипке). Вернувшись в Ленинград, работал конферансье. В его репертуаре были куплеты, танцевальные пантомимы, а также музыкальные пародии на Л. Утёсова, К. Шульженко, А. Вертинского, Р. Бейбутова, Р. Зелёную. В августе 1946 года принял участие во II Всесоюзном конкурсе артистов эстрады, стал лауреатом 3-й премии (в размере 5000 рублей). 
В 1948 году создал свой театр миниатюр — Ансамбль эстрадных артистов, где работали Рудольф Славский, Тамара Кравцова, Бен Бенцианов, Л. Александрова и другие. В 1953 году появляется Ленинградский эстрадный оркестр под руководством Александра Блехмана, с которым сотрудничали музыкальные руководители, композиторы и аранжировщики Илья Жак и Константин Мартьянов, с 1955 года — 19-летний композитор О. Анисимов. 
Скороспостижно скончался 16 марта 1961 года в Ленинграде.
Похоронен на Преображенском еврейском кладбище Санкт-Петербурга.

## Творчество
Исполнительская манера Блехмана приближалась к амплуа опереточного простака. Владимир Хенкин сравнивал его с ленинградским конферансье К. Гибшманом (1884—1942), последователя которого увидел в 24-летнем молодом артисте во время участия его во II Всесоюзном конкурсе. 
Эстрадные программы Блехмана состояли из отдельных миниатюр (он использовал сатирические маски, трансформацию), песенок, шуток, пластических и цирковых номеров. Первая «Не проходите мимо», вышедшая в 1954 году (режиссёр Д. Мечик),  состояла из 9 интермедий (Блехман с партнёрами Б. Бенциановым, Т. Кравцовой, Л. Александровой, В. Сухаревым). Не имея музыкального образования, внимательно наблюдал оркестровые репетиции, настойчиво овладевал «ролью» дирижёра. Стремился к органичному сочетанию музыкальных и разговорных номеров.
Выпустил пять театрализованных программ (тексты песен, музыкальных фельетонов, интермедий писали В. Поляков, Б. Рацер, А. Мерлин, К. Гузинин, Э. Радов, О. Левицкий и др.), поставленных режиссёрами Д. Мечиком, А. Белинским, 3. Рикоми, И. Теслером. Они включали небольшие музыкальные обозрения («По дорогам семилетки», «Беседа друзей», «На крыльях песни»), оригинальные песенно-танцевальные монтажи («Снова улица… а Блехман дома», 1960), «Танцы уличных танцовщиков» в постановке К. Голейзовского, танцевальные номера Н. Раудсепп и Э. Саттарова и др. В конце жизни задумал ретроспективные программы «Советская эстрада за 40 лет» и «Петербург, Петроград, Ленинград», но ранний уход помешал их осуществлению. После него оркестр недолго возглавлял будущий известный конферансье Олег Милявский. Оставил яркий след на эстраде как оригинальный синтетический артист и как создатель самобытного коллектива, в котором сформировались многие известные артисты.

## Театрализованные программы
- «Будьте как дома» (1954)
- «По разным адресам» (1955)
- «Чем вас удивить?» (1957)
- «Музыкальные истории» (1959)
- «Такты, факты и фантазия» (1960)[1]

## Дискография
Шеллаковые грампластинки (78 об/мин):
- 1953 — Куплеты с трубой (Н. Минх — С. Фогельсон) // Пародия (М. Табачников — А. Блехман) — Г 1161, 1170[5][6]
- 1953 — Репортаж о балете (Ю. Принцев) — Г 1163-4[7]
- 1953 — Музыкальные пародии (муз. обр. Я. Розенфельд сл. З. Гердт и Я. Грей) — Г 1165-6[6]